# Pilopogon jamaicensis
Pilopogon jamaicensis là một loài Rêu trong họ Dicranaceae. Loài này được (Mitt.) Broth. miêu tả khoa học đầu tiên năm 1901.